# ریچارد کیروان
ریچارد کیروان (زاده ۱ اوت ۱۷۳۳ –درگذشته ۲۲ ژوئن ۱۸۱۲)، زمین‌شناس و شیمی‌دان ایرلندی بود. او از آخرین حامیان نظریه فلوژیستون بود.
کیروان در رشته‌های شیمی، هواشناسی و زمین‌شناسی فعال بود.او در زمان خود بسیار شناخته شده بود،و با لاوازیه، بلک،پریستلی و کاوندیش مکاتبه و دیدار داشت.